# Mohutnie, Kirovohrad
Mohutnie (în ucraineană Могутнє) este localitatea de reședință a comunei Mohutnie din raionul Kirovohrad, regiunea Kirovohrad, Ucraina.

## Demografie
Componența lingvistică a localității Mohutnie
     Ucraineană (96,81%)
     Rusă (1,37%)
     Română (1,22%)
     Alte limbi (0,61%)
Conform recensământului din 2001, majoritatea populației localității Mohutnie era vorbitoare de ucraineană (96,81%), existând în minoritate și vorbitori de rusă (1,37%) și română (1,22%).